# دنیله روسو
دنیله روسو (به انگلیسی: Danielle Rousseau) مادر الکس روسو یک شخصیت در سریال لاست بود، کشتی علمی که او در آن بود ۱۶ سال قبل از سقوط هواپیما اوشیانیک ۸۱۵ غرق و به جزیره آمده بود. میرا فورلان ایفاگر این شخصیت است. همچنین ملیسا فارمن نقش جوانی این شخصیت را ایفا کرده‌است.
همسفران روسو بعد از درگیر شدن با دود سیاه به شخصیت دیگری تبدیل شدند به این ترتیب روسو همه آنها را به قتل رساند. بن دخترش را بعد زایمان از او دزدید. او در فصل چهار کشته شد و دخترش نیز کمی بعد از او کشته شد.